# Ninja Gaiden Sigma
Ninja Gaiden Sigma è un videogioco della serie Ninja Gaiden, sviluppato dal Team Ninja e pubblicato da Tecmo e Eidos Interactive nel 2007 per PlayStation 3. È un rifacimento di Ninja Gaiden del 2004, con sostanzialmente la stessa trama e funzionalità aggiuntive. Una conversione per PlayStation Vita, intitolata Ninja Gaiden Sigma Plus, è stata pubblicata nel 2012.
Il seguito, Ninja Gaiden Sigma 2, è stato distribuito il 2 ottobre 2009.

## Modalità di gioco

### Armi ed equipaggiamento
Esattamente come in Ninja Gaiden (2004) per Xbox, in questo Sigma il protagonista avrà a disposizione un equipaggiamento molto ampio e vario. In termini di armi, Ryu potrà equipaggiarsi di un'arma da corpo a corpo (tutte le armi da corpo a corpo potranno essere rafforzate nel corso dell'avventura) e un'arma da lancio (a differenza delle armi da corpo a corpo, le varie armi da lancio ottenibili non potranno essere potenziate) . Vi sono poi degli accessori particolari, i bracciali, che amplificano alcune caratteristiche (ad esempio il Bracciale della Luna aumenta le proprietà difensive di Ryu, mentre quello del Sole migliora la sua forza d'attacco...). Infine Ryu potrà, nel corso dei capitoli, imbattersi in pergamene in cui sono inscritte le tecniche Ninpo, ovvero dei colpi magici particolarmente potenti. Impadronendosi della pergamena, Ryu entrerà in possesso del Ninpo specifico e lo potrà selezionare in battaglia. L'equipaggiamento di Rachel invece sarà più limitato, avendo a disposizione una sola arma da corpo a corpo, un'unica arma da lancio e un solo Ninpo, mentre potrà acquisire vari accessori (in questo caso degli orecchini, la cui funzione è identica a quella dei bracciali per Ryu).
Oltre a ciò, Ryu e Rachel potranno imbattersi in altri oggetti la cui funzione è meramente curativa. Gli elisir di vita spirituale e i Grandi elisir di vita spirituale servono per curare la barra della salute, mentre per curare la barra del Ki (energia che consente di sfruttare gli attacchi Ninpo) vi sono gli elisir diabolici e i Grandi elisir diabolici. Il Talismano della Rinascita invece, è un manufatto che permette di curare ambedue le barre ed entra in funzione automaticamente, ma solo quando Ryu o Rachel vengono eliminati (cioè quando la barra di salute si consuma interamente).
Infine Ryu potrà imbattersi in oggetti che migliorano la lunghezza della barra della salute e della barra del Ki. I gioielli noti come la Vita degli Dei e la Vita dei Mille Dei permettono di allungare la barra della salute, mentre il gioiello Spirito Diabolico aumenta la barra del Ki (tale barra non è lineare, a differenza di quella della salute, ma è composta da sfere; più sfere si sbloccano, più attacchi Ninpo possono essere eseguiti, a patto che le sfere siano piene di Ki). Esiste poi un ultimo tipo di gioiello, il Sigillo del Demone, che serve per potenziare la forza di un Ninpo a scelta del giocatore. Di questi Sigilli del Demone ne esistono più di uno.

## Sviluppo
La Tecmo annunciò nel settembre 2006 il nuovo progetto della serie Ninja Gaiden, remake di Ninja Gaiden Black per PlayStation 3. Ninja Gaiden Sigma è stato diretto da Yousuke Hayashi e gestito dalla Eidos per quanto riguarda la pubblicazione in Europa e Nord America.
Tra le varie novità sono presenti un pesante restyling grafico, con l'aggiunta di nuovi effetti speciali tra cui le ombre dinamiche sui personaggi, ed il supporto completo dell'alta definizione a 1080p. Sono stati aggiunti nuovi filmati e alcune missioni dove la protagonista è Rachel, che affronterà Gamov in duello; quelle di Ryu, invece, sono state ampliate con nuovi boss (tra cui Alternator) e nuove armi.

## Accoglienza
| Testata         | Versione | Giudizio |
| --------------- | -------- | -------- |
| Play Generation | PS3      | 90/100   |
| Play Generation | PS Vita  | 83/100   |

La rivista Play Generation diede alla versione originale per PlayStation 3 un punteggio di 90/100, reputandolo un picchiaduro prodigioso, con una meccanica in grado di dare assuefazione e una realizzazione di prim'ordine. La stessa testata recensì anche la riedizione Sigma Plus per PlayStation Vita, dandole un punteggio di 83/100, apprezzando l'ottima struttura di gioco, la grande profondità e la longevità invidiabile per il genere e come contro la realizzazione tecnica che avrebbe potuto essere più curata sotto ogni aspetto, finendo per trovarlo appassionante, tecnico, difficile ed in grado di riprodurre in versione portatile tutti i pregi e i difetti della serie.